# Jack Reacher (film)
Jack Reacher är en amerikansk film som hade världspremiär den 21 december 2012. Filmen är baserad på boken Prickskytten av Lee Child. Huvudrollen Jack Reacher spelas av Tom Cruise.
I Sverige hade Jack Reacher premiär den 4 januari 2013.

## Handling
I Pittsburgh, Pennsylvania blir fem personer ihjälskjutna. Alla bevis pekar på att skytten är James Barr (Joseph Sikora), en f.d. prickskytt i USA:s armé. Bevisen är ett fingeravtryck på ett mynt som skytten betalade för parkeringen med i parkeringshuset på andra sidan floden från mordplatsen samt skyttens van och gevär som hittades i Barrs hus. Barr är dömd till döden men hävdar att han är oskyldig och frågar efter en person som är skicklig nog att bevisa hans oskuld och som kan ta hand om de riktiga förbrytarna: militärpolisen Jack Reacher (Cruise).

## Rollista (i urval)
- Tom Cruise - Jack Reacher[1]
- Rosamund Pike - Helen Rodin[3]
- Richard Jenkins - Alex Rodin
- Werner Herzog - Zec Tjelovek
- David Oyelowo - kommissarie Emerson
- Jai Courtney - Charlie
- Joseph Sikora - James Barr
- Robert Duvall - Martin Cash
- Michael Raymond-James - Linsky
- Alexia Fast - Sandy
- Josh Helman - Jeb Oliver
- James Martin Kelly - Rob Farrior
- Dylan Kussman - Gary
- Susan Angelo - Oline Archer
- Julia Yorks - Chrissie Farrior
- Nicole Forester - Nancy Holt
- Delilah Picart - Rita Coronado
- Joe Coyle - Darren Sawyer